# 市川由紀乃
市川 由紀乃（いちかわ ゆきの、1976年1月8日 - ）は、日本の演歌歌手。埼玉県さいたま市（旧・浦和市）出身。所属レコード会社はキングレコード。所属事務所は芸映。

## 経歴
中学1年生の時に両親が離婚。母は女手ひとつで、8歳年上の脳性麻痺の障害のある兄（2008年に死去）と市川を育てた。また埼玉県越谷市に移り住む。
高校1年生の時、NHKのど自慢（NHK総合・ラジオ第1）に出場、神野美伽の「男夢まつり」を歌って合格、チャンピオンになった。数か月後に埼玉新聞社主催のカラオケ大会で優勝。プロダクションのスカウトを受ける。
1993年8月21日、『おんなの祭り』でテイチクからデビュー。作曲家・市川昭介の門下で「市川」も彼からもらった。
1994年、QR「第26回新宿音楽祭」とTX「第13回メガロポリス歌謡祭」にて新人賞を受賞。1996年、第6回NHK新人歌謡コンテスト優秀賞受賞。
1998年1月21日、デビュー5周年記念曲『花乱舞』発売、同年10月21日、キングレコードに移籍しての第1弾『一度でいいから』発売。
2001年4月から1年間、文化放送『走れ!歌謡曲』のパーソナリティーを務める。
体力的にも精神的にも追い詰められ「こんな気持ちではステージに立てない」と燃え尽き症候群に陥り、2002年4月から4年半、歌手活動を休止。
2006年10月25日、5年ぶりの新曲『海峡出船』発売。同年9月26日に市川昭介が死去し、この曲が最後の録音立会い曲となった。また、同日に「市川由紀乃 ぶろぐ」を開始した。
2009年4月1日にファンクラブ「市川由紀乃 ふぁんくらぶ」が発足した。
2010年7月2日、「第41回夏祭りにっぽんの歌」（テレビ東京）に出演。
2012年7月1日、「NHKのど自慢」（NHK総合・ラジオ第1）にゲスト出演。
2014年12月、第56回日本レコード大賞（TBSテレビ・ラジオ）で日本作曲家協会奨励賞を受賞。
2016年7月30日、福島県国見町の応援大使に就任。同年12月31日、第67回NHK紅白歌合戦（NHK総合・ラジオ第1）に初出場。母が客席から見守る中、8年前に亡くなった兄が生前に送ってくれた手紙を懐にしのばせ『心かさねて』を歌唱した。
2019年4月、これまで業務提携契約していた芸映に移籍し所属アーティストとなった。9月、岩手県宮古市初の復興親善大使に就任。12月に第61回日本レコード大賞（TBSテレビ・ラジオ）で最優秀歌唱賞を受賞。
2020年1月6日にNHKラジオ第1・FM「ラジオ深夜便」にゲスト出演した。
2022年1月5日、なんばグランド花月で行われた吉本新喜劇にゲスト出演。
2023年12月、第65回日本レコード大賞（TBSテレビ・ラジオ）で優秀作品賞を受賞。
2024年6月7日、卵巣腫瘍の疑いのため芸能活動を休止することを発表。7月26日、手術を経て退院したことを報告した。8月21日、卵巣がんと診断されたことを公表。再発防止を目的として抗がん剤治療に入ることを明らかにした。
2025年2月、翌3月4日放送の『うたコン』（NHK総合）から歌手活動を再開することをブログを通して伝えた。

## 人物・エピソード
- 長身（170.5cm）ということもあって、「久しぶりに会う人から『また背（身長）伸びた?』と必ずといっていいほど訊かれます」と、自身の旧ブログで述べている[15]。
- 中森明菜の大ファン。初めて買ったレコードも中森のレコードだと度々語っている。
- 本名の松村から、好きなお笑い芸人として同じ名字の松村邦洋を挙げている。
- 歌手休業から復帰するまでの間、都内百貨店の天ぷら屋でアルバイトとして働いていた[16][17]。そして歌と縁を切るために歌番組を観なかったり、CDショップでは演歌コーナーに近づかないようにした[18]。
- 春日部のスナックで歌ったところ、ママに「歌手になった方がいいよ」と褒められたのが復帰するきっかけとなったと、昭和歌謡ベストテン番組内で語っている。

## ディスコグラフィ

### シングル
- 一部を除きキングレコードからリリース[注釈 1]。

| #  | 発売日          | 曲順 | タイトル                        | 作詞           | 作曲             | 編曲             | オリコン 最高順位 | 規格品番                  |
| -- | --------------- | ---- | ------------------------------- | -------------- | ---------------- | ---------------- | ----------------- | ------------------------- |
| 1  | 1993年 8月21日  | 01   | おんなの祭り                    | 下地亜記子     | 杉原さとし       | 前田俊明         | -                 | TEDA-10291                |
| 1  | 1993年 8月21日  | 02   | 夢椿                            | 下地亜記子     | 杉原さとし       | 前田俊明         | -                 | TEDA-10291                |
| 2  | 1994年 3月23日  | 01   | 幸福日和                        | 木下龍太郎     | 弦哲也           | 山田年秋         | -                 | TEDA-10307                |
| 2  | 1994年 3月23日  | 02   | 雪国帰行                        | 木下龍太郎     | 弦哲也           | 桜庭伸幸         | -                 | TEDA-10307                |
| 3  | 1994年 9月21日  | 01   | 娘道成寺                        | 木下龍太郎     | 弦哲也           | 桜庭伸幸         | -                 | TEDA-10318                |
| 3  | 1994年 9月21日  | 02   | お七物語                        | 木下龍太郎     | 弦哲也           | 山田年秋         | -                 | TEDA-10318                |
| 4  | 1995年 5月21日  | 01   | 寿祝い唄                        | 松井由利夫     | 岸本健介         | 池多孝春         | -                 | TEDA-10337                |
| 4  | 1995年 5月21日  | 02   | リラ咲く町よさようなら          | 松井由利夫     | 岸本健介         | 池多孝春         | -                 | TEDA-10337                |
| 5  | 1996年 3月21日  | 01   | 越後絶唱                        | 木下龍太郎     | 水森英夫         | 池多孝春         | -                 | TEDA-10357                |
| 5  | 1996年 3月21日  | 02   | 母娘夢                          | 麻こよみ       | 本郷貞王         | 伊戸のりお       | -                 | TEDA-10357                |
| 6  | 1996年 10月21日 | 01   | 千姫                            | 木下龍太郎     | 弦哲也           | 桜庭伸幸         | -                 | TEDA-10372                |
| 6  | 1996年 10月21日 | 02   | お市の方                        | 木下龍太郎     | 弦哲也           | 桜庭伸幸         | -                 | TEDA-10372                |
| 7  | 1997年 3月21日  | 01   | 牡丹雪                          | 木下龍太郎     | 水森英夫         | 池多孝春         | -                 | TEDA-10384                |
| 7  | 1997年 3月21日  | 02   | 旅情                            | つつみりゅうじ | 水森英夫         | 池多孝春         | -                 | TEDA-10384                |
| 8  | 1998年 1月21日  | 01   | 花乱舞                          | 松井由利夫     | 水森英夫         | 池多孝春         | -                 | TEDA-10409                |
| 8  | 1998年 1月21日  | 02   | 母娘三人                        | 松井由利夫     | 水森英夫         | 池多孝春         | -                 | TEDA-10409                |
| 9  | 1998年 10月21日 | 01   | 一度でいいから                  | たかたかし     | 水森英夫         | 前田俊明         | -                 | KIDX-410                  |
| 9  | 1998年 10月21日 | 02   | こころ花                        | 山村廣義       | 相模純宏         | 前田俊明         | -                 | KIDX-410                  |
| 10 | 1999年 8月27日  | 01   | おんなの純情                    | たかたかし     | 弦哲也           | 山田年秋         | -                 | KIDX-471                  |
| 10 | 1999年 8月27日  | 02   | 湖畔にひとり                    | たかたかし     | 弦哲也           | 山田年秋         | -                 | KIDX-471                  |
| 11 | 2000年 3月24日  | 01   | 海峡氷雨                        | 木下龍太郎     | 市川昭介         | 前田俊明         | -                 | KIDX-520                  |
| 11 | 2000年 3月24日  | 02   | 片恋しぐれ                      | 吉田光良       | 市川昭介         | 前田俊明         | -                 | KIDX-520                  |
| 12 | 2001年 2月7日   | 01   | 絆坂                            | 木下龍太郎     | 市川昭介         | 前田俊明         | -                 | KIDX-580                  |
| 12 | 2001年 2月7日   | 02   | 隠れ咲き                        | 木下龍太郎     | 市川昭介         | 南郷達也         | -                 | KIDX-580                  |
| 13 | 2001年 10月30日 | 01   | さいはて海峡                    | 木下龍太郎     | 市川昭介         | 前田俊明         | 31位              | KIDX-631                  |
| 13 | 2001年 10月30日 | 02   | 昭和生まれの渡り鳥              | 仁井谷俊也     | 宮下健治         | 前田俊明         | 31位              | KIDX-631                  |
| 14 | 2006年 10月25日 | 01   | 海峡出船                        | 木下龍太郎     | 市川昭介         | 前田俊明         | 35位              | KICM-30045                |
| 14 | 2006年 10月25日 | 02   | 積み木坂                        | 木下龍太郎     | 市川昭介         | 前田俊明         | 35位              | KICM-30045                |
| 15 | 2007年 6月6日   | 01   | 能登絶唱                        | 木下龍太郎     | 宮下健治         | 南郷達也         | 34位              | KICM-30082                |
| 15 | 2007年 6月6日   | 02   | 高原旅愁                        | 木下龍太郎     | 宮下健治         | 池多孝春         | 34位              | KICM-30082                |
| 16 | 2008年 1月1日   | 01   | 浮世草                          | 木下龍太郎     | 宮下健治         | 南郷達也         | 21位              | KICM-30116                |
| 16 | 2008年 1月1日   | 02   | 国定忠治                        | 木下龍太郎     | 宮下健治         | 池多孝春         | 21位              | KICM-30116                |
| 17 | 2008年 8月27日  | 01   | 横笛物語                        | 木下龍太郎     | 弦哲也           | 桜庭伸幸         | 42位              | KICM-30161                |
| 17 | 2008年 8月27日  | 02   | 月の渡り鳥                      | 万城たかし     | 宮下健治         | 池多孝春         | 42位              | KICM-30161                |
| 18 | 2009年 6月10日  | 01   | 花の咲く日まで                  | たかたかし     | 弦哲也           | 南郷達也         | 37位              | KICM-30211                |
| 18 | 2009年 6月10日  | 02   | こころ川                        | 木下龍太郎     | 弦哲也           | 前田俊明         | 37位              | KICM-30211                |
| 19 | 2010年 2月24日  | 01   | 海峡の夜が明ける                | 池田充男       | 市川昭介         | 前田俊明         | 40位              | KICM-30261                |
| 19 | 2010年 2月24日  | 02   | 小桜おせん                      | 万城たかし     | 宮下健治         | 池多孝春         | 40位              | KICM-30261                |
| 20 | 2010年 10月27日 | 01   | 女の潮路                        | 麻こよみ       | 岡千秋           | 前田俊明         | 30位              | KICM-30312                |
| 20 | 2010年 10月27日 | 02   | 満ちては欠ける月                | 松村真利       | 中尾嘉輝 / RICKY | 中尾嘉輝 / RICKY | 30位              | KICM-30312                |
| 21 | 2011年 10月5日  | 01   | 桟橋時雨                        | 木下龍太郎     | 岡千秋           | 前田俊明         | 17位              | KICM-30383                |
| 21 | 2011年 10月5日  | 02   | 母の手                          | 黒田宏衣       | 鳥井修二郎       | 中尾嘉輝         | 17位              | KICM-30383                |
| 22 | 2013年 2月27日  | 01   | 風の海峡                        | 麻こよみ       | 岡千秋           | 池多孝春         | 18位              | KICM-30491                |
| 22 | 2013年 2月27日  | 02   | ふるさとへ                      | 黒田宏衣       | 中尾嘉輝         | 中尾嘉輝         | 18位              | KICM-30491                |
| 23 | 2013年 10月23日 | 01   | 流氷波止場                      | 喜多條忠       | 幸耕平           | 竜崎孝路         | 20位              | KICM-30550                |
| 23 | 2013年 10月23日 | 02   | 命炎                            | 下地亜記子     | 宮下健治         | 丸山雅仁         | 20位              | KICM-30550                |
| 24 | 2014年 9月3日   | 01   | 海峡岬                          | 石原信一       | 幸耕平           | 竜崎孝路         | 18位              | KICM-30605                |
| 24 | 2014年 9月3日   | 02   | 女いちりん                      | 志賀大介       | 宮下健治         | 丸山雅仁         | 18位              | KICM-30605                |
| 25 | 2015年 4月22日  | 01   | 命咲かせて                      | 石原信一       | 幸耕平           | 丸山雅仁         | 25位              | KICM-30651                |
| 25 | 2015年 4月22日  | 02   | 由紀乃太鼓                      | 木下龍太郎     | 市川昭介         | 前田俊明         | 25位              | KICM-30651                |
| 26 | 2016年 4月20日  | 01   | 心かさねて                      | 石原信一       | 幸耕平           | 丸山雅仁         | 19位              | KICM-30714 (通常盤)       |
| 26 | 2016年 4月20日  | 02   | あなたの港                      | 喜多條忠       | 山下俊輔         | 住友紀人         | 19位              | KICM-30714 (通常盤)       |
| 26 | 2016年 9月7日   | 03   | 桟橋時雨                        | 木下龍太郎     | 岡千秋           | 前田俊明         | 19位              | KICM-30746 (秋の感謝盤)   |
| 26 | 2016年 9月7日   | 05   | 心かさねて (ギター・バージョン) | 石原信一       | 幸耕平           | 莉燦馮           | 19位              | KICM-30746 (秋の感謝盤)   |
| 27 | 2017年 3月22日  | 01   | はぐれ花                        | 麻こよみ       | 徳久広司         | 丸山雅仁         | 11位              | KICM-30787                |
| 27 | 2017年 3月22日  | 02   | 情小路のなさけ雨                | 喜多條忠       | 山下俊輔         | いちむじん       | 11位              | KICM-30787                |
| 28 | 2018年 1月17日  | 01   | うたかたの女                    | たかたかし     | 幸耕平           | 南郷達也         | 15位              | KICM-30832 (通常盤)       |
| 28 | 2018年 1月17日  | 02   | 雨と涙に濡れて                  | たかたかし     | 幸耕平           | 若草恵           | 15位              | KICM-30832 (通常盤)       |
| 28 | 2018年 6月6日   | 02   | 雨に濡れて二人                  | たかたかし     | 幸耕平           | 若草恵           | 15位              | KICM-30858 (水無月盤)     |
| 29 | 2019年 1月30日  | 01   | 雪恋華                          | 石原信一       | 幸耕平           | 馬飼野俊一       | 13位              | KICM-30903 (通常盤)       |
| 29 | 2019年 1月30日  | 02   | 鴨川の月                        | たきのえいじ   | 幸耕平           | 前田俊明         | 13位              | KICM-30903 (通常盤)       |
| 29 | 2019年 1月30日  | 03   | あなたがそばに                  | 石原信一       | 幸耕平           | 丸山雅仁         | 13位              | KICM-30903 (通常盤)       |
| 29 | 2019年 7月3日   | 02   | 逢いたいなぁ                    | 宮下康仁       | 五木ひろし       | 猪股義周         | 13位              | KICM-30928                |
| 29 | 2019年 7月3日   | 03   | 年の瀬あじさい心中              | 阿久悠         | 幸耕平           | 若草恵           | 13位              | KICM-30928                |
| 30 | 2019年 12月25日 | 01   | 懐かしいマッチの炎              | 阿久悠         | 幸耕平           | 萩田光雄         | 26位              | KICM-30956                |
| 30 | 2019年 12月25日 | 02   | 珊瑚抄                          | 岡田冨美子     | 幸耕平           | 萩田光雄         | 26位              | KICM-30956                |
| 30 | 2019年 12月25日 | 03   | 最愛のひと                      | 田久保真見     | 五木ひろし       | 猪股義周         | 26位              | KICM-30956                |
| 31 | 2020年 4月8日   | 01   | なごり歌                        | 吉田旺         | 幸耕平           | 馬飼野俊一       | 11位              | KICM-30970 (通常盤)       |
| 31 | 2020年 4月8日   | 02   | めばり川                        | 吉田旺         | 幸耕平           | 南郷達也         | 11位              | KICM-30970 (通常盤)       |
| 31 | 2020年 8月26日  | 03   | なごり歌 (ピアノ・バージョン)   | 吉田旺         | 幸耕平           | 坂本昌之         | 11位              | KIZM-671 (秋のエール盤)   |
| 31 | 2020年 8月26日  | 04   | めばり川 (ギター・バージョン)   | 吉田旺         | 幸耕平           | 斉藤功           | 11位              | KIZM-671 (秋のエール盤)   |
| 32 | 2021年 3月10日  | 01   | 秘桜                            | 吉田旺         | 幸耕平           | 佐藤和豊         | 11位              | KICM-31008 (通常盤)       |
| 32 | 2021年 3月10日  | 02   | 港町哀歌                        | 岡田冨美子     | 幸耕平           | 南郷達也         | 11位              | KICM-31008 (通常盤)       |
| 32 | 2021年 9月1日   | 02   | Je t'aime〜もっともっと         | 岡田冨美子     | 幸耕平           | 坂本昌之         | 11位              | KICM-31035 (艶盤)         |
| 33 | 2022年 2月2日   | 01   | 都わすれ                        | 吉田旺         | 幸耕平           | 佐藤和豊         | 7位               | KICM-31049 (通常盤)       |
| 33 | 2022年 2月2日   | 02   | かげろう橋                      | 石原信一       | 幸耕平           | 南郷達也         | 7位               | KICM-31049 (通常盤)       |
| 33 | 2022年 2月2日   | 02   | 運命と呼ばせて                  | 及川眠子       | 幸耕平           | 佐藤和豊         | 7位               | KICM-31050 (由紀乃の夢盤) |
| 34 | 2022年 8月24日  | 01   | 石狩ルーラン十六番地            | 吉田旺         | 幸耕平           | 坂本昌之         | 18位              | KICM-31076                |
| 34 | 2022年 8月24日  | 02   | 泣き虫ワルツ                    | 石原信一       | 幸耕平           | 坂本昌之         | 18位              | KICM-31076                |
| 35 | 2023年 4月26日  | 01   | 花わずらい                      | 松井五郎       | 幸耕平           | 佐藤和豊         | 20位              | KICM-31097 (通常盤)       |
| 35 | 2023年 4月26日  | 02   | 名前                            | 松井五郎       | 幸耕平           | 佐藤和豊         | 20位              | KICM-31097 (通常盤)       |
| 35 | 2023年 10月4日  | 03   | 花わずらい (ピアノ・バージョン) | 松井五郎       | 幸耕平           | 佐藤和豊         | 20位              | KIZM-783 (彩盤)           |
| 36 | 2024年 3月6日   | 01   | ノクターン                      | 松井五郎       | 幸耕平           | 佐藤和豊         | 23位              | KICM-31128                |
| 36 | 2024年 3月6日   | 02   | 夢じゃさみしい夜もある          | 松井五郎       | 幸耕平           | 佐藤和豊         | 23位              | KICM-31128                |
| 37 | 2025年 5月20日  | 01   | 朧                              | 松井五郎       | 幸耕平           | 佐藤和豊         | 14位              | KICM-31170 (通常盤)       |
| 37 | 2025年 5月20日  | 02   | 夕化粧                          | 松井五郎       | 幸耕平           | 佐藤和豊         | 14位              | KICM-31170 (通常盤)       |
| 37 | 2025年 5月20日  | 02   | オリガミ                        | 松井五郎       | 幸耕平           | 佐藤和豊         | 14位              | KIZM-815〜16 (豪華盤)     |

### アルバム

#### オリジナル・アルバム
| 発売日        | タイトル          | レーベル       | 規格品番   |
| ------------- | ----------------- | -------------- | ---------- |
| 1996年5月22日 | 絶唱演歌・由紀乃  | テイチク       | TECA-28699 |
| 2011年3月9日  | 決定版 戦国女絵巻 | キングレコード | KICX-797   |
| 2013年8月21日 | 凛〜女任侠伝      | キングレコード | KICX-866   |

- 市川由紀乃・斉藤功 ギター演歌決定版シリーズ

| 発売日         | タイトル               | 規格品番            |
| -------------- | ---------------------- | ------------------- |
| 2008年7月9日   | ギター演歌決定版       | KICX-714            |
| 2022年2月23日  | ギター演歌決定版       | KICX-1147【復刻盤】 |
| 2008年11月26日 | ギター演歌決定版 第2集 | KICX-730            |
| 2022年2月23日  | ギター演歌決定版 第2集 | KICX-1148【復刻盤】 |
| 2009年7月23日  | ギター演歌決定版 第3集 | KICX-741            |
| 2022年2月23日  | ギター演歌決定版 第3集 | KICX-1149【復刻盤】 |
| 2010年5月26日  | ギター演歌決定版 第4集 | KICX-766            |
| 2022年2月23日  | ギター演歌決定版 第4集 | KICX-1150【復刻盤】 |

#### カバー・アルバム
- 唄女シリーズ

| 発売日         | タイトル                                   | 規格品番                                             |
| -------------- | ------------------------------------------ | ---------------------------------------------------- |
| 2015年11月11日 | 唄女〜昭和歌謡コレクション                 | KICX-957                                             |
| 2017年11月8日  | 唄女II〜昭和歌謡コレクション               | KICX-1039                                            |
| 2018年10月31日 | 唄女III〜昭和歌謡コレクション&阿久悠作品集 | KICX-1075〜76【通常盤】 KICX-91075〜76【初回限定盤】 |
| 2021年9月1日   | 唄女IV 歌・劇・詩〜吉田旺作品集〜          | KICX-1138                                            |
| 2023年11月8日  | 唄女V〜ソノサキヘ                          | KICX-1178                                            |

#### ライブ・アルバム
| 発売日         | タイトル                                    | 規格品番  |
| -------------- | ------------------------------------------- | --------- |
| 2022年12月21日 | 市川由紀乃リサイタル2022 ソノサキノユキノ   | KICX-1165 |
| 2024年1月24日  | 市川由紀乃リサイタル2023 ソノサキノハジ真利 | KICX-1180 |

#### ベスト・アルバム
| 発売日         | タイトル                                   | レーベル       | 規格品番      |
| -------------- | ------------------------------------------ | -------------- | ------------- |
| 1998年4月22日  | ベストアルバム・花                         | テイチク       | TECE-28076    |
| 1999年9月3日   | 全曲集                                     | キングレコード | KICX-2508     |
| 2000年9月6日   | 全曲集                                     | キングレコード | KICX-2608     |
| 2001年3月21日  | ベスト・アルバム 絆坂                      | キングレコード | KICX-555      |
| 2001年9月5日   | 全曲集                                     | キングレコード | KICX-2706     |
| 2002年9月4日   | 全曲集                                     | キングレコード | KICX-2806     |
| 2006年11月22日 | 全曲集                                     | キングレコード | KICX-3431     |
| 2007年4月11日  | ベストセレクション2007                     | キングレコード | KICX-3453〜54 |
| 2007年10月10日 | 全曲集2007〜日本歌謡名曲選〜               | キングレコード | KICX-3528     |
| 2008年4月9日   | ベストセレクション2008                     | キングレコード | KICX-3601〜02 |
| 2008年10月8日  | 全曲集2009                                 | キングレコード | KICX-3651     |
| 2009年4月8日   | ベストセレクション2009                     | キングレコード | KICX-3701〜02 |
| 2009年10月7日  | 全曲集2010                                 | キングレコード | KICX-3750     |
| 2010年4月7日   | ベストセレクション2010                     | キングレコード | KICX-3823〜24 |
| 2010年10月6日  | 全曲集2011                                 | キングレコード | KICX-3891     |
| 2011年4月20日  | ベストセレクション2011                     | キングレコード | KICX-3943〜44 |
| 2011年10月5日  | 全曲集2012                                 | キングレコード | KICX-4011     |
| 2012年4月11日  | ベストセレクション2012                     | キングレコード | KICX-4083〜84 |
| 2012年9月5日   | 全曲集2013                                 | キングレコード | KICX-4122     |
| 2013年4月10日  | ベストセレクション2013                     | キングレコード | KICX-4175〜76 |
| 2013年9月4日   | 全曲集2014                                 | キングレコード | KICX-4213     |
| 2014年4月9日   | ベストセレクション2014                     | キングレコード | KICX-4303〜04 |
| 2014年9月10日  | 全曲集2015                                 | キングレコード | KICX-4347     |
| 2014年11月5日  | 歌カラ全曲集ベスト8                        | キングレコード | KICX-4392     |
| 2015年4月8日   | ベストセレクション2015                     | キングレコード | KICX-4433〜34 |
| 2015年9月9日   | 全曲集2016                                 | キングレコード | KICX-4507     |
| 2016年4月6日   | ベストセレクション2016                     | キングレコード | KICX-4601〜02 |
| 2016年9月7日   | 全曲集2017                                 | キングレコード | KICX-4648     |
| 2016年9月21日  | ゴールデンソングスVol.1                    | テイチク       | TECE-3386     |
| 2016年9月21日  | ゴールデンソングスVol.2                    | テイチク       | TECE-3387     |
| 2017年4月5日   | ベストセレクション2017                     | キングレコード | KICX-4704〜05 |
| 2017年9月6日   | 全曲集2018                                 | キングレコード | KICX-4771     |
| 2018年4月4日   | ベストセレクション2018                     | キングレコード | KICX-4867〜68 |
| 2018年9月5日   | 全曲集2019                                 | キングレコード | KICX-4950     |
| 2019年4月10日  | ベストセレクション2019                     | キングレコード | KICX-5006〜07 |
| 2019年9月4日   | 全曲集2020                                 | キングレコード | KICX-5071     |
| 2020年4月8日   | ベストセレクション2020                     | キングレコード | KICX-5170〜71 |
| 2020年9月9日   | 全曲集2021                                 | キングレコード | KICX-5218     |
| 2021年4月7日   | ベストセレクション2021                     | キングレコード | KICX-5296〜97 |
| 2021年10月6日  | 全曲集2022                                 | キングレコード | KICX-5389     |
| 2022年4月6日   | ベストセレクション2022                     | キングレコード | KICX-5493〜94 |
| 2023年4月5日   | ベストセレクション〜石狩ルーラン十六番地〜 | キングレコード | KICX-5596〜97 |
| 2025年1月1日   | 全曲集〜ノクターン〜                       | キングレコード | KICX-5684     |

#### CD-BOX
| 発売日         | タイトル                          | 規格品番       |
| -------------- | --------------------------------- | -------------- |
| 2022年10月26日 | 市川由紀乃コンプリート・ベストBOX | KIZC-90685〜92 |

### 映像作品

#### ライブ
| 発売日         | タイトル                                          | 規格    | 規格品番 |
| -------------- | ------------------------------------------------- | ------- | -------- |
| 2017年12月6日  | 市川由紀乃コンサート2017〜唄女〜                  | DVD     | KIBM-695 |
| 2020年2月5日   | 市川由紀乃リサイタル2019                          | DVD     | KIBM-824 |
| 2020年2月5日   | 市川由紀乃リサイタル2019                          | Blu-ray | KIXM-413 |
| 2021年1月13日  | 市川由紀乃 無観客リサイタル2020〜わたしは由紀乃〜 | DVD     | KIBM-867 |
| 2021年1月13日  | 市川由紀乃 無観客リサイタル2020〜わたしは由紀乃〜 | Blu-ray | KIXM-447 |
| 2021年12月22日 | 市川由紀乃リサイタル2021〜超克〜                  | DVD     | KIBM-898 |
| 2021年12月22日 | 市川由紀乃リサイタル2021〜超克〜                  | Blu-ray | KIXM-480 |
| 2022年12月21日 | 市川由紀乃リサイタル2022 ソノサキノユキノ         | DVD     | KIBM-924 |
| 2022年12月21日 | 市川由紀乃リサイタル2022 ソノサキノユキノ         | Blu-ray | KIXM-516 |
| 2024年1月24日  | 市川由紀乃リサイタル2023 ソノサキノハジ真利       | DVD     | KIBM-997 |
| 2024年1月24日  | 市川由紀乃リサイタル2023 ソノサキノハジ真利       | Blu-ray | KIXM-568 |

#### 舞台
| 発売日         | タイトル                                                                 | 規格    | 規格品番 |
| -------------- | ------------------------------------------------------------------------ | ------- | -------- |
| 2019年10月23日 | 新歌舞伎座初座長 市川由紀乃特別公演 市川由紀乃オン・ステージ〜令和の夢〜 | DVD     | KIBM-814 |
| 2019年10月23日 | 新歌舞伎座初座長 市川由紀乃特別公演 市川由紀乃オン・ステージ〜令和の夢〜 | Blu-ray | KIXM-399 |

#### ミュージック・ビデオ
| 発売日        | タイトル                      | 規格 | 規格品番  |
| ------------- | ----------------------------- | ---- | --------- |
| 2013年8月7日  | DVDカラオケ全曲集ベスト8      | DVD  | KIBK-6020 |
| 2016年8月10日 | DVDカラオケ全曲集ベスト8 2016 | DVD  | KIBK-6068 |
| 2019年2月6日  | DVDカラオケ全曲集ベスト8 2019 | DVD  | KIBK-5017 |

## 主な出演

### NHK紅白歌合戦出場歴
| 年度/放送回               | 回 | 曲目       | 出演順 | 対戦相手       |
| ------------------------- | -- | ---------- | ------ | -------------- |
| 2016年（平成28年）/第67回 | 初 | 心かさねて | 06/23  | SEKAI NO OWARI |
| 2017年（平成29年）/第68回 | 2  | 人生一路   | 06/23  | 福田こうへい   |

### テレビ番組
- おかえり!市川由紀乃 復帰までの347日〜がん闘病...そして“新たなる旅立ち”〜（BS日テレ、2025年7月22日・7月29日）
  - 出演:市川由紀乃、石川さゆり、由紀さおりほか 由紀さおりはナレーションも務めた。

### ラジオ
- 市川由紀乃の歌の贈り物（東海ラジオ、2016年10月 - 2022年9月、毎週日曜）